# Memoriał Henryka Łasaka 2017
19. edycja wyścigu kolarskiego Memoriał Henryka Łasaka odbyła się w dniu 12 sierpnia 2017 roku i liczyła 165,5 km. Start i meta wyścigu miały miejsce w Suchej Beskidzkiej. Wyścig figurował w kalendarzu cyklu UCI Europe Tour, posiadając kategorię UCI 1.2.

## Klasyfikacja generalna
| M-ce | Imię i nazwisko       | Kraj     | Drużyna               | Czas       |
| ---- | --------------------- | -------- | --------------------- | ---------- |
| 1.   | Alan Banaszek         | Polska   | CCC Sprandi Polkowice | 3h 58' 36" |
| 2.   | Sylwester Janiszewski | Polska   | Wibatech 7R Fuji      | + 0"       |
| 3.   | Artur Detko           | Polska   | Domin Sport           | + 0"       |
| 4.   | Siarhei Papok         | Białoruś | Minsk Cycling Club    | + 0"       |
| 5.   | Andriy Kulyk          | Ukraina  | Kolss Cycling Team    | + 0"       |
| 6.   | Carlos Ambrosius      | Niemcy   | LKT Team Brandenburg  | + 0"       |
| 7.   | Dominik Neuman        | Czechy   | Topforex-Lapierre     | + 0"       |
| 8.   | Roman Lehky           | Czechy   | Topforex-Lapierre     | + 0"       |
| 9.   | Viesturs Lukševics    | Łotwa    | Rietumu Banka-Riga    | + 0"       |
| 10.  | Armands Bēcis         | Łotwa    | Rietumu Banka-Riga    | + 0"       |